# Hijas de María Inmaculada de Guadalupe
La congregación Hijas de María Inmaculada de Guadalupe es una congregación religiosa femenina de derecho pontificio fundada por el sacerdote católico José Antonio Plancarte y Labastida en Jacona el 2 de febrero de 1878.

## Historia

José Antonio Plancarte y Labastida, fundador de la congregación religiosa de las Hijas de María Inmaculada de Guadalupe.

El fundador de la congregación, José Antonio Plancarte y Labastida, párroco de Jacona durante el período comprendido entre los años de 1867 a 1882, enfocó sus actividades pastorales en la educación. Creó en 1867 el Colegio de la Purísima para niñas, en 1873 el Colegio de San Luis y en 1876 estableció una escuela gratuita para jóvenes. Hacia 1877 ideó la creación de una nueva congregación religiosa con la finalidad de atender su obras educativas por lo que redactó en ese año el reglamento de la misma. El 2 de febrero de 1878 fundó la congregación de las Hijas de María con los votos de las primeras hermanas.  El número inicial de hermanas varía entre ocho y siete según la fuente consultada, los nombres de éstas son: Rafaela Tapia, Soledad Hurtado, Genoveva García, Concepción Calderón, Luz Zamudio, Matilde Martínez y Antonia Zamudio.
La congregación nace con los objetivos de atender la educación de la niñez, de la juventud y de la mujer, brindar asistencia a los niños y ancianos, emprender misiones y de impartir catequesis extra escolar. El 15 de abril de 1879, el obispo de Zamora, José María Cázares y Martínez, hizo la erección canónica de la congregación en su Diócesis y fue aprobado su reglamento. Posteriormente, el 19 de septiembre de 1885, se realiza la erección canónica en la Arquidiócesis primada de México por el arzobispo Pelagio Antonio de Labastida y Dávalos con el nombre actual de la congregación, Hijas de María Inmaculada de Guadalupe.

## Organización
La congregación define su carisma a partir de la intuición carismática de su fundador quien actuó, según consideran las hermanas, bajo el mandato evangélico de "Id y enseñar a todas las gentes" (Mateo 28:19). Por tanto, definen su carisma como "seguir a Cristo Jesús, apóstol del Padre, a ejemplo de María Inmaculada de Guadalupe, sirviendo a los hermanos en los diferentes ministerios". Su misión consiste en "colaborar en la obra evangelizadora de la Iglesia, enseñando a conocer y amar a Jesucristo en los ministerios de Pastoral Vocacional, servicio a la comunidad, educación, salud y misiones, teniendo preferencia por los más necesitados".
Las integrantes de la congregación pasan por un proceso de formación que, si se realiza de manera ininterrumpida, requiere de nueve años. Durante los años de formación reciben la preparación académica necesaria para los ministerios propios de la institución, tales como docencia, pedagogía, administración de instituciones educativas, entre otros. A la par, reciben instrucción de carácter humanista, espiritual, doctrinal y apostólica. Las etapas son aspirantado, con duración de un año; postulantado, también con duración de un año; noviciado, el cual transcurre durante dos años; y juniorado que comprende cinco años. Esta última etapa puede extenderse hasta cuatro años más. 

Hacía 2015 la congregación contaba entre sus filas a más de 650 religiosas, más de 50 instituciones educativas que imparten todos los niveles educativos, desde educación preescolar hasta formación universitaria. En ese año contaba con tres casas misión, un hospital, una casa hogar, un dispensario, una quinta de salud para exalumnas, un centro de rehabilitación para personas con capacidades diferentes y dos casas de descanso para religiosas mayores. Tienen presencia en Bolivia, Chile, El Salvador, Estados Unidos de América, México y República Dominicana.

## Heráldica

Escudo de la congregación religiosa de las Hijas de María Inmaculada de Guadalupe

El escudo de la congregación consta de un listón con la inscripción "Hijas de María Inmaculada de Guadalupe" colocado en la parte inferior en señal de humildad como fundamento de los siguientes elementos que componen el escudo. Los bordes del listón unen dos columnas, símbolo de fortaleza. Cada columna es escalada por respectivas serpientes en alusión a la prudencia. Sobre el capitel de cada columna reposa una paloma que simboliza la sencillez. El significado de las serpientes y las palomas deriva directamente de la frase bíblica "He aquí, yo os envío como a ovejas en medio de lobos: sed pues prudentes como serpientes, y sencillos como palomas" (Mateo 10:56) con la que Jesús advierte y aconseja a sus apóstoles sobre las vicisitudes que enfrentarán al transmitir su mensaje. Encuadrados por las columnas se encuentran al centro los elementos sagrados del escudo. Enmarcada en una coraza se sitúa una imagen de la Virgen de Guadalupe, en referencia a que la congregación está bajo su protección en su calidad de hijas. En la parte superior de la coraza descansa una corona de espinas que significa abnegación, en referencia al sacrificio de Jesús crucificado. Los elementos descritos representan las cinco virtudes que fomenta la congregación entre sus integrantes: La humildad, la fortaleza, la prudencia, la sencillez y la abnegación. Cuatro banderas rodean la imagen, de derecha a izquierda se observa la bandera verde, blanco y rojo en alusión a la bandera de México, nación en la que se fundó la institución; le sigue una bandera azul y blanca en alusión a los colores marianos, representativos de la Inmaculada Concepción; la siguiente es una bandera que puede cambiar según el país en que resida la congregación, en el ejemplo se observa nuevamente la bandera tricolor mexicana; finalmente, a la derecha se observa una bandera amarilla y blanca en alusión al lábaro vaticano. Al centro de la corona de espinas emerge una cruz con un madero vertical rojo que simboliza el amor sacrificado de Jesús y otro horizontal azul como símbolo del amor sacrificado de María. La cruz lleva un monograma con las siglas JHS que tiene distintos significados según el enfoque utilizado para la interpretación, pero que dentro del orden católico al que pertenece la congregación se interpreta como "Jesús, Hombre, Salvador", o bien "Jesús, Hostia Santa".

Escudo de las instituciones educativas pertenecientes a la congregación de las Hijas de María Inmaculada de Guadalupe

El escudo utilizado por las instituciones educativas pertenecientes a la congregación tiene en la parte superior un cintillo de color verde, que simboliza la esperanza, en el que se inscribe el lema de "Valor y confianza". Al centro se encuentra una cruz de color gris acero cuyo extremo inferior presenta un borde en punta a manera de espada. La cruz divide en cuatro campos el escudo. El campo superior izquierdo, de color azul celeste, es ocupado por una estrella de cinco puntas que representa a la Virgen María. El campo inferior derecho es de color rojo que simboliza el fuego y la caridad, se encuentra ocupado por una antorcha cuya luz significa la síntesis entre fe y cultura, y entre fe y vida. Los campos restantes están vacíos, el de la izquierda es amarillo y el de la derecha blanco, ambos son los colores pontificios que representan la catolicidad. Los campos están vacíos para que, quienes militen bajo ese escudo los llenen con sus propias obras. La fusión de la cruz y la espada remite al carácter misionero de la congregación. Cada instituto educativo singulariza su escudo colocándolo sobre un fondo azul, también con forma de escudo, que lleva inscrito con letras blancas, en la parte superior e inferior, la denominación de la institución de que se trate.